# همشین
همشین (به لاتین: Hemşin، به ارمنی: Համշէն یا Համամաշէն، به گرجی و لازی: ზუგა) منطقه‌ای از استان ریزه در ناحیه دریای سیاه ترکیه، در ۵۷ کیلومتری شهر ریزه است.